# Sime (mitología)
En la mitología griega, Sime (Σύμη) era el epónimo de la isla de Symi.
De acuerdo con Ateneo, Sime era la hija de Ialiso y Dotis. Fue raptada por el dios del mar Glauco en su camino de regreso de Asia. Glauco nombró así a una isla desierta donde llegó con Sime.
Diodoro de Sicilia, sin embargo, escribe que Sime era la madre de Ctonio con Poseidon, y menciona que fue Ctonio quien nombró a la isla así en su honor.